# لو-فای

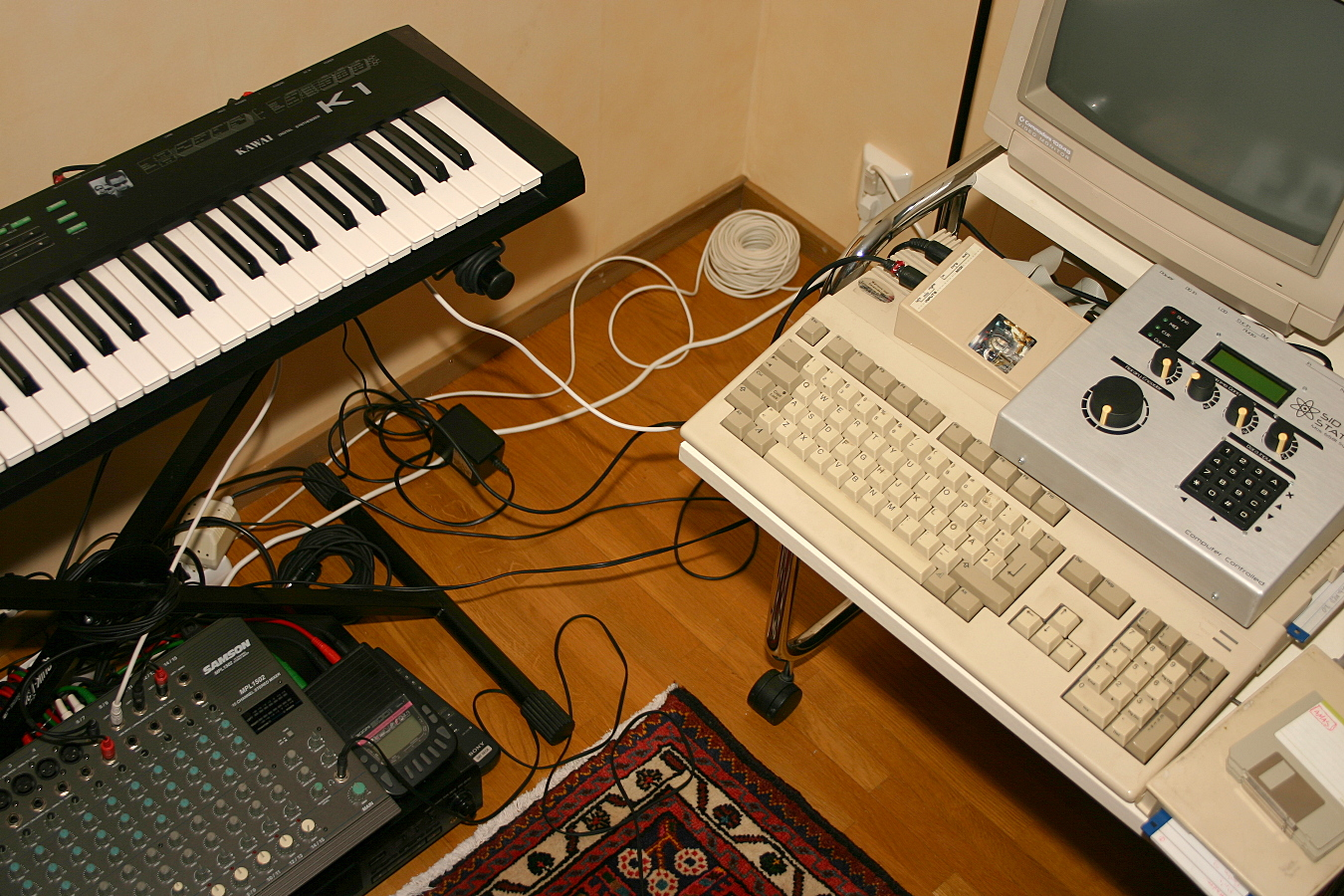
یک اتاق استودیوی با تجهیزات که از ۱۹۸۰ تا ۱۹۹۰ ساخته شده‌ است

لو-فای به موسیقی‌هایی گفته می‌شود که کیفیت آنها پایین‌تر از استاندارد های معاصر معمول است و نقص ضبط و تولید در آنها قابل شنیدن است. استانداردهای کیفیتی تولید و ضبط موسیقی طی دهه‌ها تکامل یافته ‌است و این به این معنی‌ست که بعضی از نمونه‌های قدیمی از لو-فای ممکن است در ابتدا به عنوان لو-فای شناخته نشوند. لو-فای در اوایل دهه ۱۹۹۰ به عنوان سبکی از موسیقی عامه‌پسند شناخته شد، زمانی که به‌طور متناوب به آن با عنوان موسیقی DIY (خودت انجام بده) اشاره می‌شد.

## تعریف و ریشه‌شناسی

### سیر تحول واژه و دامنه‌ی کاربرد آن
لو-فای متضاد کیفیت وفادارای بالا یا «های-فای» می‌باشد. برداشت از «لو-فای» بسته به پیشرفت‌های تکنولوژیکی و انتظارهای شنوندگان موسیقی تغییر کرده است، که باعث شده گفتار و بحث پیرامون این واژه در طول تاریخ چندین بار دستخوش تحول شود.

### بدروم پاپ
عبارت «بدروم پاپ» برای توصیف نوعی زیبایی‌شناسی خاص به کار رفته است. تمی لاگورس نویسندهٔ نیویورک تایمز در سال ۲۰۰۶ این سبک را به‌عنوان «موسیقی‌ای شبهٔ وبلاگ که می‌کوشد با یک ترانهٔ خانگی بی‌نقص دنیا را به جای بهتری تبدیل کند» توصیف کرد. تا دههٔ ۲۰۱۰، خبرنگاران بدون تمایز خاصی از واژه «بدروم پاپ» برای هر نوع موسیقی با کیفیت تولید «پرزدار» یا «کدر» استفاده می‌کردند،
دنیل وری از گاردین در سال ۲۰۲۰ این اصطلاح را برای سبکی از موسیقی ضبط‌شده در خانه به‌کار برد که صدایی «رؤیایی، درون‌نگر و خودمانی» دارد و سبک‌هایی چون ایندی، پاپ، آر‌اندبی و ایمو را در بر می‌گیرد. جنسا ویلیامز از فورتی-فایو اصطلاح «بدروم پاپ» را تقریباً مترادف با «لو-فای» دانسته و گفته این واژه در ابتدا بیشتر به‌عنوان توصیفی تحسین‌آمیز برای دموهای خانگی و زیبایی‌شناسی تنبلی‌وار به کار می‌رفت؛ اما در سال‌های بعد معنای تازه‌ای پیدا کرد و به‌نوعی به «میدوسترن ایمو بدون سر و صدای خشن [و] رپ ساندکلودی بدون لاف‌زنی» تبدیل شد.
بسیاری از هنرمندانی که به این سبک نسبت داده می‌شوند، از پذیرش این عنوان سر باز زده‌اند.